# G+M

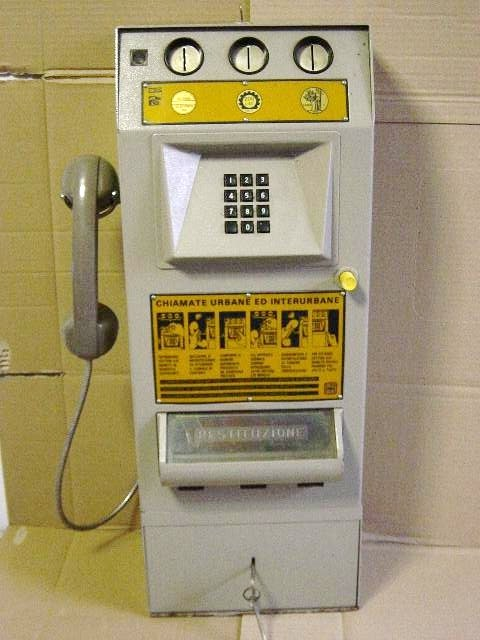
Il telefono G+M

Gettone+Moneta meglio noto come G+M è stato un telefono per uso pubblico a monete e gettoni, che entrò in vigore intorno alla prima metà degli anni ottanta e che cessò di esistere intorno alla fine dello stesso decennio; il telefono fu prodotto per conto della SIP.

## Storia
Il telefono G+M nacque  per l'adeguamento moderno del modello U+I non più idoneo alle centrali telefoniche digitali.
In sintesi, il modello riprendeva quasi in tutto e per tutto il suo predecessore con alcune revisioni cosmetiche e funzionali, tra cui la sostituzione del disco combinatore con una tastiera digitale per la composizione dei numeri; e l'introduzione di tre fessure (anziché una) per l'introduzione del corrispettivo da pagare.
Le postazioni dei telefoni pubblici nelle quali venne installato il modello G+M furono quasi le medesime del modello U+I e, anzi, ciò avvenne probabilmente in forma sperimentale, così da introdurre la gente all'ottica di un nuovo concetto di telefonia (infatti, in alcune postazioni, permase, senza una precisa ragione, il modello U+I); difficilmente però riuscì a offuscare la figura del suo predecessore, anche perché alcuni particolari (forse mal progettati) causavano facili malfunzionamenti (ad esempio il gancio metallico, allungato per consentire un diverso aggancio della cornetta, poteva risultare di facile rottura, anche involontaria).

## Caratteristiche
Il modello G+M era formato esternamente, come il suo predecessore, da una struttura in metallo zincato, con l'aggiunta di uno strato plastificato esterno che lo rendesse più resistente alle intemperie.
La cornetta rimase grossomodo simile al modello precedente salvo la diversa collocazione del gancio; targa e tasto per la rimozione del contante restitutivo rimasero anch'essi simili al precedente modello, fatta eccezione per una nuova modalità e per la colorazione.
Al centro, in sostituzione del disco combinatore, fu collocata una tastiera numerica, la quale permise il passaggio dal mondo analogico a quello digitale; venne cambiata l'imboccatura estesa alle monete e al gettone; inoltre anche questo modello, come il precedente, era dotato di un rilevatore luminoso (situato in alto a sinistra) che indicava il riempimento della raccoglitrice e la conseguente impossibilità di proseguire il normale funzionamento.

## Fine prematura
Il modello G+M è il modello di transizione dal mondo analogico al digitale, introducendo anche altre valute come le 100 lire e le 200 lire, essendo il gettone telefonico non una moneta corrente, ma una moneta di scambio il quale valore cambiava in base al mercato. Inoltre come primo modello digitale, venne affiancato dalle nuove schede telefoniche prepagate. Il suo successore il ROTOR 1 accettava anch'esso il gettone telefonico, le 100 lire e le 200 lire. Rimase in vigore per tutti gli anni ottanta.

## Nella cultura di massa
In tutti i film di produzione italiana, si trova spesso una cabina telefonica sul fondo di immagini esterne.